# Курьер (шхуна, 1783)
«Курьер» — парусная шхуна Черноморского флота Российской империи, одна из двух малых шхун одноимённого типа 1783 года постройки. Во время нахождения в составе флота несла службу в Севастополе и Козлове.

## Описание судна
Парусная деревянная шхуна, одна из двух малых шхун одноимённого типа. Вооружение судна состояло из двенадцати 3-фунтовых пушек и четырёх фальконетов.

## История службы
Шхуна «Курьер» была заложена на Гнилотонской верфи и после спуска на воду в 1783 году вошла в состав Черноморского флота России.
С 1784 по 1786 год находилась в Севастополе. В кампанию 1787 года занимала брандвахтенный пост в Козлове.
Сведений о времени завершения службы шхуны не сохранилось.

## Командиры шхуны
В кампанию 1787 года командиром парусной шхуны «Курьер» в составе Российского императорского флота служил Н. М. Тимофеев.